# Spencer Williams
Spencer Williams (* 14. Oktober 1889 in New Orleans; † 14. Juli 1965 in Flushing, New York) war ein US-amerikanischer Musiker (Piano, Gesang) und Komponist im Bereich des frühen Jazz und der frühen Popmusik.

## Leben und Wirken
Williams, dessen Mutter früh starb, wuchs bei seiner Patentante, der Bordellbesitzerin Lulu White, in der legendären Mahogany Hall auf (der er später seinen Mahogany Hall Stomp widmete). Er studierte an der St. Charles University seiner Heimatstadt Musik und war bald ein angesehener Ragtimepianist.
1907 konzertierte Williams in Chicago; um 1916 zog er nach New York City. Dort schrieb er mit Anton Lada von den Louisiana Five erste Songs und weitere Songs mit Fats Waller, etwa Squeeze Me (1918). 1921 schrieb er mit James Tim Brymn und Perry Bradford die Revue Put and Take. 1925 begleitete er Josephine Baker auf ihrer ersten Europatournee, um nach drei Jahren wieder nach Amerika zurückzukehren. In den nächsten Jahren arbeitete er mit Lonnie Johnson und Teddy Bunn. 1936 ging er nach England, wo er mit Benny Carter wirkte (When Lights Are Low). Auch verbrachte er einen Großteil der 1950er Jahre in Schweden, Erst 1957 kehrte er wieder in die USA zurück.
Williams ist der Komponist zahlreicher Jazz- und Bluestitel – von ihm stammen zum Beispiel Basin Street Blues, I Ain’t Gonna Give Nobody None o’ This Jelly-Roll, I Ain't Got Nobody, Royal Garden Blues, I've Found a New Baby, Everybody Loves My Baby, Tishomingo Blues oder Careless Love, die er zum Teil auch mit (dem nicht verwandten) Clarence Williams verfasste.
Williams wurde 1970 in die Songwriters Hall of Fame aufgenommen.